# St. Leonhard (Stettbach)

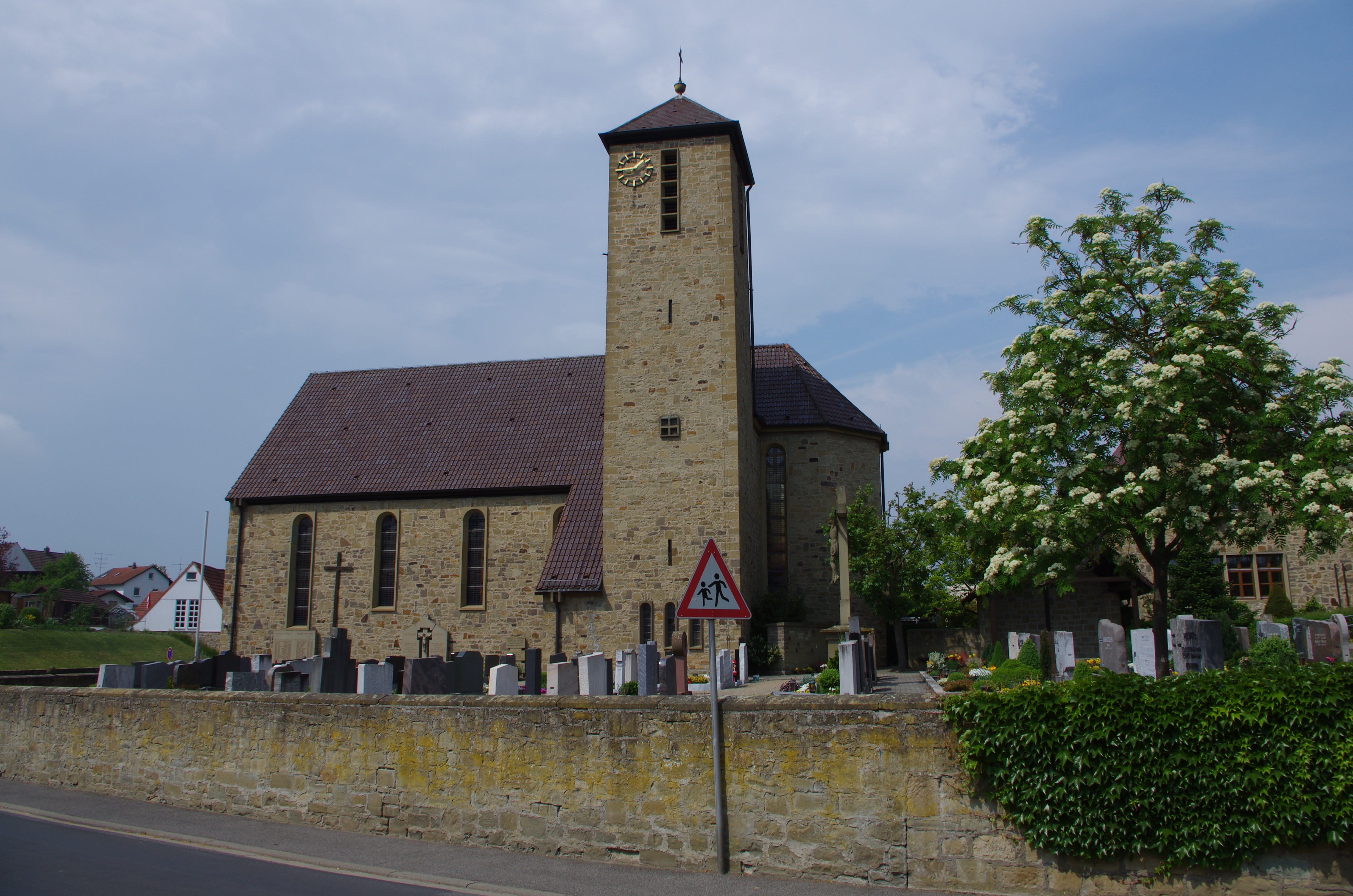
St. Leonhard (Stettbach)

Die römisch-katholische, denkmalgeschützte Pfarrkirche St. Leonhard steht in Stettbach, einem Gemeindeteil des Marktes Werneck im Landkreis Schweinfurt (Unterfranken, Bayern). Die Kirche ist unter der Denkmalnummer D-6-78-193-157 als Baudenkmal in der Bayerischen Denkmalliste eingetragen. Die Pfarrei gehört zur Pfarreiengemeinschaft Maria im Werntal (Werneck) im Dekanat Schweinfurt-Süd des Bistums Würzburg.

## Beschreibung
Anstelle des Vorgängerbaus von 1729 wurde nach einem Entwurf von Wilhelm Fahlbusch eine Saalkirche aus Bruchsteinen gebaut, die am 27. September 1931 eingeweiht wurde. Sie besteht aus einem Langhaus, einem eingezogenen, dreiseitig geschlossenen Chor im Osten und einem Kirchturm im Südosten des Langhauses, dessen oberstes Geschoss die Turmuhr und den Glockenstuhl beherbergt, und der mit einem Pyramidendach bedeckt ist. Drei hölzerne Statuen wurden um 1510 von der Werkstatt des Tilman Riemenschneider geschnitzt. Die Orgel mit 13 Registern wurde 1931 von den Gebrüdern Hindelang gebaut.